# Bayer 04 Leverkusen Fußball 2011-2012 (femminile)
Questa voce raccoglie le informazioni riguardanti il Bayer 04 Leverkusen Fußball nelle competizioni ufficiali della stagione 2011-2012.

## Divise e sponsor
La grafica adottata era la stessa del Bayer Leverkusen maschile. Il main sponsor era Sunpower mentre quello tecnico, fornitore delle tenute da gioco, era Adidas.
| Casa Maglia | Casa Alternativa | Trasferta Maglia | Terza Maglia |

## Organigramma societario
Come da sito ufficiale, aggiornato al 7 febbraio 2012.
Area tecnica
- Allenatrice: Doreen Meier
- Vice allenatore: Reinhard Huth
- Allenatore dei portieri: Kai Kubierske
- Preparatore atletico: Alois Gmeiner
- Fisioterapista: Annette Büscher

## Rosa
Rosa, ruoli e numeri di maglia come da sito ufficiale, aggiornati al 7 febbraio 2012, integrati dal sito della Federcalcio tedesca (DFB).
| N. |                     | Ruolo | Calciatrice      |
| -- | ------------------- | ----- | ---------------- |
| 1  | Germania (bandiera) | P     | Lisa Schmitz     |
| 2  | Germania (bandiera) | D     | Audrey Knopp     |
| 3  | Germania (bandiera) | D     | Johanna Elsig    |
| 4  | Germania (bandiera) | D     | Kathrin Hendrich |
| 5  | Germania (bandiera) | D     | Teresa Tüllmann  |
| 6  | Germania (bandiera) | C     | Claudia Götte    |
| 7  | Germania (bandiera) | C     | Natalie Moik     |
| 8  | Germania (bandiera) | A     | Shelley Thompson |
| 9  | Germania (bandiera) | C     | Merle Barth      |
| 10 | Germania (bandiera) | C     | Turid Knaak      |
| 11 | Germania (bandiera) | A     | Eunice Beckmann  |
| 13 | Germania (bandiera) | D     | Marith Prießen   |
| 14 | Germania (bandiera) | C     | Carolin Dej      |

| N. |                        | Ruolo | Calciatrice         |
| -- | ---------------------- | ----- | ------------------- |
| 17 | Germania (bandiera)    | C     | Marina Hegering     |
| 18 | Germania (bandiera)    | D     | Stephanie Mpalaskas |
| 19 | Germania (bandiera)    | A     | Lisa Schwab         |
| 20 | Germania (bandiera)    | P     | Anna Klink          |
| 21 | Germania (bandiera)    | C     | Francesca Weber     |
| 22 | Germania (bandiera)    | P     | Katharina Geuer     |
| 23 | Germania (bandiera)    | A     | Isabelle Linden     |
| 24 | Germania (bandiera)    | C     | Lena Steinbach      |
| 25 | Germania (bandiera)    | P     | Pepa Jaeschke       |
| 26 | Turchia (bandiera)     | D     | Feride Bakir        |
| 30 | Australia (bandiera)   | C     | Sally Shipard       |
| 31 | Germania (bandiera)    | D     | Susanne Kasperczyk  |
| 33 | Stati Uniti (bandiera) | A     | Katie Bethke        |

## Calciomercato

### Sessione estiva
| Acquisti | Acquisti        | Acquisti                           | Acquisti                  |
| R.       | Nome            | da                                 | Modalità                  |
| -------- | --------------- | ---------------------------------- | ------------------------- |
| C        | Melanie Heep    | Bayer Leverkusen [Primavera B (F)] | aggregata dalle giovanili |
| C        | Marina Hegering | 2001 Duisburg                      | definitivo                |
| C        | Turid Knaak     | 2001 Duisburg                      | definitivo                |

| Cessioni | Cessioni          | Cessioni            | Cessioni   |
| R.       | Nome              | a                   | Modalità   |
| -------- | ----------------- | ------------------- | ---------- |
| D        | Laura Esser       | Fortuna Colonia     | definitivo |
| C        | Linda Dallmann    | SG Essen-Schönebeck | definitivo |
| C        | Jacqueline Dünker | Herforder           | definitivo |
| C        | Pia Knobloch      | Colonia             | definitivo |
| C        | Kathrin Walmanns  | Borussia M'gladbach | definitivo |

### Sessione invernale
| Acquisti | Acquisti      | Acquisti        | Acquisti   |
| R.       | Nome          | da              | Modalità   |
| -------- | ------------- | --------------- | ---------- |
| C        | Katie Bethke  | Arna-Bjørnar    | definitivo |
| C        | Sally Shipard | Canberra United | definitivo |

| Cessioni | Cessioni | Cessioni | Cessioni |
| R.       | Nome     | a        | Modalità |
| -------- | -------- | -------- | -------- |
|          |          |          |          |

## Risultati

### Frauen-Bundesliga

#### Girone di andata
| Arbitro: | Kunick (Lissa) |

|                                       |           |  |
| Rudelić 2’ Bachor 26’ Feiersinger 89’ | Marcatori |  |

| Arbitro: | Wozniak (Herne) |

|  |           |                                      |
|  | Marcatori | 24’ Añonma 43’ Schmidt 83’ Odebrecht |

| Arbitro: | Hussein (Bad Harzburg) |

|                                        |           |              |
| Laudehr 10’ Islacker 18’, 32’ Popp 19’ | Marcatori | 61’ Beckmann |

| Arbitro: | Storch-Schäfer (Petersberg) |

|                           |           |                                       |
| Hendrich 34’ Beckmann 47’ | Marcatori | 53’, 85’ Ebermann 83’ (rig.) Van Bonn |

| Arbitro: | Söder (Norimberga) |

|  |           |                 |
|  | Marcatori | 57’, 87’ Schwab |

| Arbitro: | Kunick (Lissa) |

|  |           |                                                                      |
|  | Marcatori | 24’ Garefrekes 42’ Landström 65’ (rig.) Smisek 74’, 78’ Crnogorčević |

| Arbitro: | Stolz (Pritzwalk) |

|         |           |                                                                     |
| Dej 59’ | Marcatori | 5’ (rig.) Boschert 10’ Kayikçi 40’ Sainio 80’ Makanza 90’ Zirnstein |

| Arbitro: | Herrmann (Mönchengladbach) |

|                                                    |           |           |
| Keßler 12’, 33’ Pohlers 22’ Moser 64’ Goeßling 69’ | Marcatori | 84’ Elsig |

| Arbitro: | Appelmann (Sörgenloch) |

|  |           |                       |
|  | Marcatori | 51’ Hoffmann 90’ Wolf |

| Arbitro: | Hussein (Bad Harzburg) |

|                       |           |            |
| Hearn 22’ Schiewe 73’ | Marcatori | 83’ Linden |

| Arbitro: | Herrmann (Mönchengladbach) |

|  |           |                                |
|  | Marcatori | 35’, 46’, 80’ Okoyino da Mbabi |

#### Girone di ritorno
| Arbitro: | Rafalski (Baunatal) |

|           |           |                            |
| Elsig 52’ | Marcatori | 13’ Rudelić 18’, 47’ Bürki |

| Arbitro: | Schultz (Wolfsburg) |

|               |           |              |
| Odebrecht 39’ | Marcatori | 36’ Beckmann |

| Arbitro: | Biehl (Siesbach) |

|  |           |              |
|  | Marcatori | 85’ Islacker |

| Arbitro: | Müller-Schmäh (Potsdam) |

|          |           |                                            |
| Kelly 9’ | Marcatori | 5’ Beckmann 30’ Schwab 85’ Knopp 88’ Kalin |

| Arbitro: | Schultz (Wolfsburg) |

|                             |           |                          |
| Bethke 55’ Elsig 77’ (rig.) | Marcatori | 26’ Yaren 71’ Timmermann |

| Arbitro: | Söder (Ingolstadt) |

|                                             |           |            |
| Smisek 20’, 37’ Landström 43’ Bartusiak 57’ | Marcatori | 30’ Schwab |

| Arbitro: | Elsner (Duisburg) |

|  |           |             |
|  | Marcatori | 7’ Beckmann |

| Arbitro: | Söder (Norimberga) |

|            |           |                         |
| Linden 86’ | Marcatori | 40’ Pohlers 56’ Jakabfi |

| Arbitro: | Hussein (Bad Harzburg) |

|                                          |           |  |
| Dallmann 60’ Hamann 73’, 81’ Leiding 88’ | Marcatori |  |

| Arbitro: | Stolz (Pritzwalk) |

|                                           |           |                     |
| Beckmann 52’ Schwab 79’ Bethke 90’ (rig.) | Marcatori | 42’ Beil 86’ Radtke |

| Bad Neuenahr-Ahrweiler 28 maggio 2012, ore 14:00 CEST 22ª giornata | Bad Neuenahr            | 0 – 0 referto | Bayer Leverkusen | Apollinarisstadion (1 718 spett.)\| Arbitro: \| Müller-Schmäh (Potsdam) \| |
| Arbitro:                                                           | Müller-Schmäh (Potsdam) |               |                  |                                                                            |

### DFB-Pokal der Frauen
| Arbitro: | Elsner (Duisburg) |

|  |           |            |
|  | Marcatori | 18’ Duncan |

## Statistiche

### Statistiche di squadra
| Competizione         | Punti | In casa | In casa | In casa | In casa | In casa | In casa | In trasferta | In trasferta | In trasferta | In trasferta | In trasferta | In trasferta | Totale | Totale | Totale | Totale | Totale | Totale | DR  |
| Competizione         | Punti | G       | V       | N       | P       | Gf      | Gs      | G            | V            | N            | P            | Gf           | Gs           | G      | V      | N      | P      | Gf     | Gs     | DR  |
| -------------------- | ----- | ------- | ------- | ------- | ------- | ------- | ------- | ------------ | ------------ | ------------ | ------------ | ------------ | ------------ | ------ | ------ | ------ | ------ | ------ | ------ | --- |
| Frauen-Bundesliga    | 15    | 11      | 1       | 1       | 9       | 10      | 31      | 11           | 3            | 2            | 6            | 12           | 24           | 22     | 4      | 3      | 15     | 22     | 55     | -33 |
| DFB-Pokal der Frauen | -     | 1       | 0       | 0       | 1       | 0       | 1       | -            | -            | -            | -            | -            | -            | 1      | 0      | 0      | 1      | 0      | 1      | -1  |
| Totale               | -     | 12      | 1       | 1       | 10      | 10      | 32      | 11           | 3            | 2            | 6            | 12           | 24           | 23     | 4      | 3      | 16     | 22     | 56     | -34 |

### Andamento in campionato
| Giornata  | 1 | 2  | 3  | 4  | 5  | 6  | 7  | 8  | 9  | 10 | 11 | 12 | 13 | 14 | 15 | 16 | 17 | 18 | 19 | 20 | 21 | 22 |
| --------- | - | -- | -- | -- | -- | -- | -- | -- | -- | -- | -- | -- | -- | -- | -- | -- | -- | -- | -- | -- | -- | -- |
| Luogo     | T | C  | T  | C  | T  | C  | C  | T  | C  | T  | C  | C  | T  | C  | T  | C  | T  | T  | C  | T  | C  | T  |
| Risultato | P | P  | P  | P  | V  | P  | P  | P  | P  | P  | P  | P  | N  | P  | V  | N  | P  | V  | P  | P  | V  | N  |
| Posizione | 9 | 11 | 12 | 12 | 10 | 11 | 11 | 12 | 12 | 12 | 12 | 12 | 12 | 12 | 12 | 12 | 12 | 11 | 12 | 12 | 11 | 11 |

Legenda:

Luogo: C = Casa; T = Trasferta. Risultato: V = Vittoria; N = Pareggio; P = Sconfitta.

### Statistiche delle giocatrici
| Giocatore     | Frauen-Bundesliga | Frauen-Bundesliga | Frauen-Bundesliga | Frauen-Bundesliga | DFB-Pokal der Frauen | DFB-Pokal der Frauen | DFB-Pokal der Frauen | DFB-Pokal der Frauen | Totale   | Totale | Totale      | Totale     |
| Giocatore     | Presenze          | Reti              | Ammonizioni       | Espulsioni        | Presenze             | Reti                 | Ammonizioni          | Espulsioni           | Presenze | Reti   | Ammonizioni | Espulsioni |
| ------------- | ----------------- | ----------------- | ----------------- | ----------------- | -------------------- | -------------------- | -------------------- | -------------------- | -------- | ------ | ----------- | ---------- |
| F. Bakır      | 10                | 0                 | 0                 | 0                 | 1                    | 0                    | 0                    | 0                    | 11       | 0      | 0           | 0          |
| M. Barth      | 21                | 0                 | 2                 | 0                 | 1                    | 0                    | 0                    | 0                    | 22       | 0      | 2           | 0          |
| E. Beckmann   | 19                | 6                 | 5                 | 0                 | -                    | -                    | -                    | -                    | 19       | 6      | 5           | 0          |
| K. Bethke     | 7                 | 2                 | 0                 | 0                 | -                    | -                    | -                    | -                    | 7        | 2      | 0           | 0          |
| C. Dej        | 11                | 1                 | 2                 | 0                 | -                    | -                    | -                    | -                    | 11       | 1      | 2           | 0          |
| J. Elsig      | 21                | 3                 | 10                | 0                 | 1                    | 0                    | 0                    | 0                    | 22       | 3      | 10          | 0          |
| K. Geuer      | -                 | -                 | -                 | -                 | -                    | -                    | -                    | -                    | -        | -      | -           | -          |
| M. Heep       | 6                 | 0                 | 0                 | 0                 | 0                    | 0                    | 0                    | 0                    | 6        | 0      | 0           | 0          |
| M. Hegering   | -                 | -                 | -                 | -                 | -                    | -                    | -                    | -                    | -        | -      | -           | -          |
| K. Hendrich   | 22                | 1                 | 4                 | 0                 | 1                    | 0                    | 0                    | 0                    | 23       | 1      | 4           | 0          |
| P. Jaeschke   | 4                 | -14               | 0                 | 0                 | 0                    | 0                    | 0                    | 0                    | 4        | -14    | 0           | 0          |
| A. Karabulut  | 1                 | 0                 | 0                 | 0                 | -                    | -                    | -                    | -                    | 1        | 0      | 0           | 0          |
| C. Kalin      | 14                | 1                 | 1                 | 0                 | 1                    | 0                    | 0                    | 0                    | 15       | 1      | 1           | 0          |
| S. Kasperczyk | 15                | 0                 | 5                 | 0                 | 1                    | 0                    | 0                    | 0                    | 16       | 0      | 5           | 0          |
| A. Klink      | 5                 | -16               | 0                 | 0                 | -                    | -                    | -                    | -                    | 5        | -16    | 0           | 0          |
| T. Knaak      | 19                | 0                 | 3                 | 0                 | 1                    | 0                    | 0                    | 0                    | 20       | 0      | 3           | 0          |
| M. Knopf      | 8                 | 0                 | 0                 | 0                 | -                    | -                    | -                    | -                    | 8        | 0      | 0           | 0          |
| A. Knopp      | 12                | 1                 | 1                 | 0                 | 0                    | 0                    | 0                    | 0                    | 12       | 1      | 1           | 0          |
| I. Linden     | 9                 | 2                 | 0                 | 0                 | 1                    | 0                    | 0                    | 0                    | 10       | 2      | 0           | 0          |
| N. Moik       | 3                 | 0                 | 0                 | 0                 | 1                    | 0                    | 0                    | 0                    | 4        | 0      | 0           | 0          |
| S. Mpalaskas  | 2                 | 0                 | 0                 | 0                 | 0                    | 0                    | 0                    | 0                    | 2        | 0      | 0           | 0          |
| M. Prießen    | 21                | 0                 | 2                 | 0                 | 1                    | 0                    | 0                    | 0                    | 22       | 0      | 2           | 0          |
| H. Sahlmann   | -                 | -                 | -                 | -                 | -                    | -                    | -                    | -                    | -        | -      | -           | -          |
| L. Schmitz    | 14                | -30               | 2                 | 0                 | 1                    | -1                   | 0                    | 0                    | 15       | -31    | 2           | 0          |
| L. Schwab     | 21                | 5                 | 3                 | 0                 | 1                    | 0                    | 0                    | 0                    | 22       | 5      | 3           | 0          |
| S. Shipard    | 10                | 0                 | 1                 | 0                 | -                    | -                    | -                    | -                    | 10       | 0      | 1           | 0          |
| L. Steinbach  | -                 | -                 | -                 | -                 | -                    | -                    | -                    | -                    | -        | -      | -           | -          |
| S. Thompson   | 5                 | 0                 | 0                 | 0                 | 1                    | 0                    | 0                    | 0                    | 6        | 0      | 0           | 0          |
| T. Tüllmann   | 12                | 0                 | 0                 | 0                 | -                    | -                    | -                    | -                    | 12       | 0      | 0           | 0          |
| F. Weber      | 13                | 0                 | 0                 | 0                 | 1                    | 0                    | 0                    | 0                    | 14       | 0      | 0           | 0          |